# Moto Guzzi Quattro Cilindri 1952
De Moto Guzzi Quattro Cilindri is een racemotor van het merk Moto Guzzi die in 1953 voor het eerst in wedstrijden werd gebruikt maar door tegenvallende resultaten in 1954 weer verdween.

## Voorgeschiedenis
Al vanaf de oprichting in 1921 had Moto Guzzi deelgenomen aan wedstrijden. In de jaren twintig en -dertig waren dat in Europa bijna altijd wedstrijden die over lange afstanden op openbare wegen verreden werden. De racemotoren weken niet zo veel af van de "straatmodellen". Op enkele uitzonderingen na waren het allemaal dwarsgeplaatste viertakten met een liggende cilinder en kettingaandrijving. Op nationaal niveau waren ze redelijk succesvol, en ook internationaal werden sporadisch successen geboekt. In 1931 had men al een viercilinder prototype gebouwd, dat zelfs een compressor had, maar dat nooit uit het prototypestadium kwam. In 1940 had men een poging gedaan met de Tre Cilindri, een driecilinder die door het uitbreken van de oorlog ook niet kon worden ingezet. Onder invloed van de Britten, die op het gebied van compressoren een grote technische achterstand hadden op Duitsland en Italië, werden deze na de oorlog verboden. Uiteindelijk was men na het ontstaan van het wereldkampioenschap wegrace in 1949 de strijd ingegaan met een 500 cc tweecilinder, de Bicilindrica 500 en een eencilinder, de Gambalunga, maar de resultaten waren zeer slecht. In de jaren vijftig had ingenieur Giulio Cesare Carcano de leiding over de raceafdeling van Moto Guzzi. Hij had in de jaren na de oorlog de 250- en 500 cc racemotoren al verbeterd, maar voor het nieuwe viercilinderproject werd ingenieur Carlo Giannini ingehuurd. Daarmee moest worden voorkomen dat het nieuwe ontwerp weer de bekende "Moto Guzzi"-lijnen zou volgen. Vooral mede-directeur Giorgio Parodi wilde van de oude ontwerpen af, en hij besloot ook dat de Bicilindrica gepensioneerd zou worden. Hij eiste van Giannini een ontwerp dat afweek van alles wat Moto Guzzi eerder gebouwd had.

## Quattro Cilindri
Giannini kwam uit Rome en had al ervaring met viercilinders, want hij had al samen met Piero Remor de OPRA gebouwd. Uit die motor ontstonden later de Gilera Rondine en uiteindelijk de succesvolle viercilinders van Gilera en MV Agusta. Giannini werkte onder Carcano, maar kreeg de vrije hand in het ontwerp. Hij week in zijn ontwerp af van alles wat tot dan toe bekend was. Hij bouwde de aandrijflijn van zijn nieuwe motorfiets eigenlijk zoals die van een auto: een watergekoelde langsgeplaatste motor met cardanaandrijving. De machine debuteerde in 1952 in Monza bij de training voor de Grand Prix de Nations, maar kwam pas in 1953 in races in actie. De prestaties vielen tegen. Het kantelmoment, een reactie van de draaiende krukas op het gasgeven of gas terugnemen, was zeer hinderlijk en de Moto Guzzi coureurs hadden er meer last van dan de BMW-rijders, die eveneens een langsgeplaatste motor hadden. De machine won slechts drie wedstrijden: in 1953 om de Mei-bokaal in Hockenheim, waar Enrico Lorenzetti won terwijl Fergus Anderson de snelste ronde reed, de Spaanse Grand Prix van 1953 met Anderson, die in 1954 ook in het Belgische Mettet won. In het wereldkampioenschap stelde het allemaal niets voor en in 1954 trok men de machine terug om plaats te maken voor een nog veel ambitieuzer project: de "Otto Cilindri" achtcilinder.

### Motor
Het carter inclusief het cilinderblok was gegoten uit elektron, met ingeperste cilinderbussen. De krukas en de drijfstangen draaiden in gekooide kogellagers. De motor had twee bovenliggende nokkenassen die door een tandwieltrein aan de achterkant van de motor werden aangedreven. Alle kleppen (twee per cilinder) stonden onder een hoek van 45° ten opzichte van de cilinder en vormden zo ten opzichte van elkaar een hoek van 90°. De inlaatkleppen maten 32 mm en de uitlaatkleppen 30 mm. Ze werden gesloten door drie schroefveren. De machine had mechanische brandstofinjectie. Een mechanische pomp haalde benzine uit de tank en pompte die naar een galerij die langs de inlaatspruitstukken liep. Elke cilinder had zijn eigen injector. Een luchtpompje pompte lucht langs de injectoren, waardoor het brandstofmengsel ontstond. Vooral dat luchtpompje kreeg kritiek van concurrenten omdat het een vorm van "compressor" zou zijn, maar dat werd weerlegd omdat een deel van het inlaattraject in open verbinding met de buitenlucht stond. Overtollige benzine werd teruggepompt naar de tank. De brandstofdosering gebeurde door een vlinderklep die door een nokje van een van de nokkenassen werd bediend. De vlinderklep werd bediend door het gashandvat. De motor had een dry-sump smeersysteem en de ontstekingsmagneet zat achter de cilinders boven de versnellingsbak.

## Aandrijflijn
De meervoudige platenkoppeling zat rechtstreeks op de krukas en daarachter zat de vierversnellingsbak. De rechter draagarm van de swingarm vormde tevens de behuizing van de cardanas.

## Rijwielgedeelte
Het frame was zeer bijzonder, een vrij eenvoudige constructie van dunne buizen die over de motor liepen en het balhoofd met de achterbrug verbonden. De motor maakte daardoor deel uit van de dragende constructie. De voorvork was het enige "Guzzi" element: het was de schommelvoorvork die Carcano voor de Bicilindrica 500 had ontworpen. Vanaf het begin had de machine al een kleine stroomlijnkuip, die samengevoegd was met de tank en de zijpanelen, maar in 1953 kwam er een in de eigen windtunnel ontwikkelde vogelbekstroomlijn. In 1953 werden nog diverse modificaties doorgevoerd, onder andere aan het frame en de stroomlijn, die werd vervangen door een druppelstroomlijn. De zijkanten van de stroomlijnkuip herbergden nu ook twee brandstoftanks, want omdat er een benzinepomp aan boord was, was men niet afhankelijk van de zwaartekracht en op deze manier kon het zwaartepunt aanmerkelijk verlaagd worden. De dummytank diende nu alleen om de voorover liggende coureur steun te bieden. Aanvankelijk was er nog een conventioneel remsysteem met twee trommelremmen, waarvan de voorste werd bediend door de rechterhand en de achterste door de rechtervoet, maar in 1954 kreeg de machine een integraal remsysteem, waarbij het rempedaal via een bowdenkabel de voorrem en via een stang de achterrem bediende. Met de handrem kon de achterrem ook bediend worden. Als de handrem (en daarmee de achterrem) bediend werd, werd indirect ook de voorrem weer bediend.

## Technische gegevens
| Moto Guzzi             | Quattro Cilindri 1952                       |
| ---------------------- | ------------------------------------------- |
| Periode                | 1952-1954                                   |
| Categorie              | Fabrieksracer                               |
| Motortype              | Kopklepmotor                                |
| Bouwwijze              | watergekoelde langsgeplaatste viercilinder. |
| Cilinders              | Elektron                                    |
| Cilinderkoppen         | Elektron                                    |
| Klepopstelling         | Kopklep                                     |
| Klepbediening          | Tandwielaangedreven DOHC                    |
| Carburateur            | Mechanische brandstofinjectie               |
| Ontsteking             | Magneetontsteking                           |
| boring                 | 56 mm                                       |
| slag                   | 50 mm                                       |
| Cilinderinhoud         | 492,6 cc                                    |
| Smeersysteem           | Dry-sumpsysteem                             |
| Compressieverhouding   | 11:1                                        |
| Max. Vermogen          | 54 pk bij 9.000 tpm                         |
| Topsnelheid            | 230 km/h                                    |
| Primaire aandrijving   | Rechtstreeks                                |
| Koppeling              | Meervoudige platenkoppeling                 |
| Versnellingen          | 4 Voetgeschakeld                            |
| Secundaire aandrijving | Cardan                                      |
| frame                  | Brugframe                                   |
| Wielbasis              | 1400 mm                                     |
| Vering vóór            | Geduwde schommelvoorvork                    |
| Vering achter          | Swingarm met schokdempers                   |
| Wielen                 | Vóór 19", achter 18"                        |
| Banden                 | Vóór 19" × 3,00, achter 18" × 3,25          |
| Rem(men)               | Trommelremmen                               |
| Gewicht                | 145 kg                                      |
| Tankinhoud             | 28 liter                                    |
| Voorganger             | Bicilindrica 500                            |
| Opvolger               | Otto Cilindri                               |